# Neohybos colombiensis
Neohybos colombiensis är en tvåvingeart som beskrevs av Ale-rocha 2007. Neohybos colombiensis ingår i släktet Neohybos och familjen puckeldansflugor.
Artens utbredningsområde är Colombia. Inga underarter finns listade i Catalogue of Life.